# JSC National Investment Corporation of the National Bank of Kazakhstan
Die JSC National Investment Corporation of the National Bank of Kazakhstan (NIC) ist eine kasachischer Staatsfonds, der im Oktober 2012 gegründet wurde, um die langfristige Kaufkraft der kasachischen Devisenreserven zu erhalten und zu steigern. Der staatliche Investitionsfonds investiert in weniger liquide, rendite starke Anlageklassen.
Die NIC verwaltet die ihr von der Nationalbank von Kasachstan anvertrauten Vermögenswerte. Sie investiert über externe Manager in Private Equity, Hedgefonds, Immobilien und Infrastruktur und hat sich den Santiago-Prinzipien für bewährte Verfahren bei der Verwaltung von Staatsfonds verpflichtet.

## Geschichte
Das NIC wurde 2012 auf Initiative des Gouverneurs der Nationalbank von Kasachstan und mit Zustimmung des Präsidenten der Republik Kasachstan gegründet. Sie ist eine hundertprozentige Tochtergesellschaft der Nationalbank.
Die Nationalbank von Kasachstan (NBK) verwaltet einen Großteil des Landesvermögens über den Kazakhstan National Fund (NFRK, Stabilisierungsfonds). Die National Investment Coroporation (NIC, Sparfonds) ergänzt den größeren, ersteren Fonds dabei. Der Großteil des Vermögens wird über die NRKF in Anleihen und Aktien investiert. Die NIC, die 2012 als Vermittler für alternative Anlagen gegründet wurde, verfügt über ein hohes Maß an Unabhängigkeit und eine eigenständige Struktur.

## Mitgliedschaften
Sie ist Mitglied im International Forum of Sovereign Wealth Funds (IFSWF) und hat sich damit verbunden auch den Santiago-Prinzipien für angemessenes Handeln und ordentlicher Geschäftstätigkeit verschrieben.